# Manhunt 2
Manhunt 2 er et computerspil som blev udviklet og udgivet af Rockstar Games til PlayStation 2, Nintendo Wii og PlayStation Portable i 2008, og til PC i 2009. Spillet er en efterfølger til Manhunt fra 2003, men kun titlen og spillets stil har noget tilfælles med originalen, da selve historien og karaktererne er helt nye.
Manhunt 2 var originalt planlagt til at blive udgivet i juli 2007, men blev trukket tilbage af Take-Two da den ikke blev godkendt af firmaerne der står for at sætte aldersgrænse på spil i Storbritannien, Italien, Irland og USA.